# هيثر إم. هودجز
هيثر إم. هودجز (بالإنجليزية: Heather M. Hodges)‏ هي دبلوماسية أمريكية، ولدت في 1946 في كليفلاند في الولايات المتحدة.